# 羅曼·普羅塔塞維奇
羅曼·迪米特里耶維奇·普羅塔塞維奇（俄語：Роман Дмитриевич Протасевич，羅馬化：Roman Dmitriyevich Protasevich，1995年5月5日—）是白俄羅斯新聞工作者、部落格作者、反對派活動家、社會活動家。他是Telegram新聞頻道Nexta和Nexta Live的聯合創始人。2021年5月23日，他搭乘瑞安航空4978號航班從希臘雅典飛往立陶宛維爾紐斯，客機在飛越白俄羅斯領空時被白俄羅斯政府強制轉飛明斯克降落，他隨後被白俄羅斯當局拘留。被捕後的隔天，白俄羅斯國營電視台公佈一則普羅塔塞維奇的电视认罪影片，他承認組織示威，且沒有外界所指的心臟病等健康問題。他的父親受訪時表示其兒子的鼻子看起來就像是被打斷了一樣。逃亡海外的白俄羅斯反對派領袖季哈诺夫斯卡娅也認為普羅塔塞維奇的身心看起來受盡壓迫。
他被白俄羅斯當局列入《恐怖活动参与组织与个人名单》。

## 社运活动
普罗塔谢维奇青年时代便成为反对派人士，自2010年代初活跃于各抗议活动。2011年加入反对派组织青年阵线，与他人共同管理反对白俄罗斯总统亚历山大·格里戈里耶维奇·卢卡申科的社交网络VKontakte。之后亲赴乌克兰一个月，参与当地的亲欧盟示威运动。他于白俄罗斯国立大学学习新闻学，但2018年被开除。2017年，他被控在库拉帕蒂参与未经批准的活动，但在法庭上证明当天有不在场证明。他在白俄罗斯一家机构担任记者，同时在自由欧洲电台／自由电台白俄罗斯部兼职，2017年至2018年以独立记者身份，在布拉格获得该机构的瓦茨拉夫·哈维尔记者奖（Václav Havel Fellow in Journalism）。到2019年3月，他担任白俄罗斯欧洲电台摄影记者，报道奥地利外交部长塞巴斯蒂安·库尔茨和白俄罗斯外交部长謝爾蓋·魯馬斯在明斯克的会晤。
2019年，普罗塔谢维奇移居波兰，2020年1月22日在当地寻求政治庇护。
2020年，普罗塔谢维奇与斯蒂芬·普蒂洛共同创立Telegram频道Nexta。8月，白俄罗斯当局在2020年白俄羅斯總統選舉期间中断全国互联网，Nexta旋即在之后反对政府操纵选举的示威中，成为一大信息来源，负责协调示威活动。频道成立一周便有近80万人订阅。2020年9月，普罗塔谢维奇离开Nexta。
2020年11月5日，普罗塔谢维奇与普蒂洛被控组织大型骚乱、严重违反公共秩序、基于职业联系煽动社会仇恨。11月19日，白俄羅斯共和國國家安全委員會以“大规模叛乱”为由，将两人列入《恐怖活动参与组织与个人名单》。
2021年3月2日，普罗塔谢维奇宣布接手在押博客主伊哈尔·洛西克经营的Telegram频道“白俄罗斯大脑”（Belarus of the Brain）。

### 瑞安航空4978号班机事件
2021年5月23日，普罗塔谢维奇乘坐从希臘雅典机场起飞、原定降落在立陶宛维尔纽斯机场的瑞安航空4978號班機。该航班在白俄罗斯领空飞行时，遭白俄罗斯空军派出战斗机拦截，在白俄罗斯的航空交通管制部门的引导下，改道至明斯克国际机场。普罗塔谢维奇还在雅典的时候，就通过Telegram频道发消息，称在机场被一位光头男子跟踪拍照。明斯克机场工作人员表示收到机上有炸弹威胁的报告，故要求飞机降落，但立陶宛机场管理局表示未收到炸弹威胁，要求降落是因为机上有乘客与机组人员爆发冲突。飞机在进入立陶宛领空之前，就改变了航向。目击者向路透社表示，普罗塔谢维奇听到航班改道至明斯克的消息，立刻将部分行李交给女朋友。在明斯克，普罗塔谢维奇与女朋友遭到逮捕，被带离航班，机上并无炸弹。尽管飞机当时接近维尔纽斯，白俄罗斯总统亚历山大·格里戈里耶维奇·卢卡申科仍亲自下令将飞机改导致明斯克，派出白俄罗斯空军的米格-29戰鬥機护航。
俄罗斯《新报》引述瑞安航空代表，指白俄罗斯空中交通管制通知剧组人员有威胁，要求改道至明斯克 。白俄罗斯飞机摄影社群拍摄的一段视频，据称显示了负责拦截的米格29装载空对空导弹。
降落在明斯克没多久，普罗塔谢维奇被白俄罗斯警方带走。同行的一位乘客曾听到普罗塔谢维奇提到自己面临白俄罗斯死刑的可能性，流亡的白俄罗斯反对派领袖斯维特兰娜·格奥尔基耶娃·季哈诺夫斯卡娅也在当天发出相关警告。普罗塔谢维奇的大规模骚乱指控一经定罪，会面临最高15年的监禁。他前往希腊，是去报道季哈诺夫斯卡娅出席德尔斐经济论坛（Delphi Economic Forum）。
第二天，白俄罗斯国家电视台发布一段电视认罪影片，他供认有组织抗议活动的行为，否认此前外界指他有心脏问题的说法。片中他的额头有黑色印记。他父亲认为视频是被迫录制的，因为他的鼻子有明显的损伤。斯维特兰娜·格奥尔基耶娃·季哈诺夫斯卡娅等反对派政治盟友指视频中的罗曼遭受身体和道德压力。维亚斯纳人权中心及其他白俄罗斯人权组织发表联合说明，称他为“政治犯”，要求当局立即释放。國際特赦組織要求当局释放罗曼和他的女友，表示“他们的逮捕行动独断、非法，情况简直令人震惊”。
当局阻挠普罗塔谢维奇的律师因妮莎·奥伦斯卡娅（Inessa Olenskaya）前去探监。因妮莎被禁止进入明斯克皮沙洛夫斯基城堡监狱，致电白俄罗斯调查委员会也未获对方回应。由于调查委员会明斯克分部拖延控罪文件的签署，监狱管理方后来表示未接到普罗塔谢维奇。5月27日，罗曼母亲举行记者会，号召各方为罗曼提供医疗援助。她表示不知道罗曼的所在地，自己也不能透过律师向他送去必需品和信息。奥伦斯卡娅向白俄罗斯总检察长办公室提出正式申诉，要求对罗曼进行医疗检查。罗曼祖父母表示5月23日一位自称“罗曼的第一律师”的人士找过他们，要求签署代表罗曼抗辩的律师文件，但未果。5月27日晚，奥伦斯卡娅获准会见罗曼。由于签署了当局的保密协议，她无法向媒体透露罗曼的地点及法律状态。
2021年6月3日，白俄罗斯国家电视台播出普罗塔谢维奇落泪认罪的电视专访，他在采访中承认自己组织了反政府抗议活动，并称赞了白俄罗斯总统亚历山大·卢卡申科。
2023年5月3日，普罗塔谢维奇被白俄罗斯当局判处八年监禁，同年5月22日获当局特赦。

## 外部連結
- Беларусь головного мозга （页面存档备份，存于）